# الثائر الأحمر
الثائر الأحمر هي رواية تاريخية للكاتب والأديب اليمني علي أحمد باكثير، يروي فيها أحداث حقبة من التاريخ الإسلامي، تقع بين 200-300ه، حيث يروي قصة نشأة فرقة القرامطة الباطنية ومؤسسها حمدان القرمطي، وكيف ثار على الدولة العباسية التي كانت في حال جمود نسبي آن ذاك، وكان الإقطاعيون مسيطرون على كثير من مقاليد الأمور. ويأتي في الرواية ذكر العديد من الوقائع ذات العلاقة مثل ثورة الزنج. ويحاول الكاتب في هذه الرواية فض الغموض عن كثير من أحداث تلك الحقبة حيث أن تاريخ القرامطة مليء بالغموض، بالإضافة إلى أن جل من وثقوا تلك الفترة من المؤرخين كانوا من كتاب بلاط الخلافة العباسية.
وتناولت الرواية شخصيات عديدة أبرزها: حمدان وعبدان وابن الحطيم والهصيم وحسين الأهوازي وصاحب الزنج.
والرواية على أربعة أجزاء (سماها الراوي أسفار)، ويبدأ كل «سفر» بآية قرآنية تضع عنوانا عريضًا لمحتوى «السفر».

## إشارات رمزية
يعتقد بعض الأدباء أن الكاتب حاول أن يجسد الحرب بين الشيوعية والرأسمالية، مبدأ العدل الشامل الذي اتخذه القرامطة، وسياسة الرأسمالية التي كان يتبعها الإقطاعيون أمثال ابن الحطيم، وقد اعتبر المستشرق المجري المسلم «عبد الكريم جرمانوس» في رسالة بعث بها إلى باكثير رواية (الثائر الأحمر) واحدة من أخطر الروايات التاريخية في القرن العشرين وذلك لاستشرافها نهاية الشيوعية وفشل نظريتها في إسعاد الفقراء.